# Frans Croonenberg
Frans Croonenberg (Gulpen, 27 maart 1944) is een Nederlands zanger en voormalig televisiepresentator. Hij zingt in het Limburgs en het Duits.
In zijn jeugd trad hij op bij diverse talentenjachten en zong hij in diverse dansorkesten. Op 17-jarige leeftijd formeerde hij met enkele vrienden een eigen orkest, genaamd "The Singing Stars". In 1995 presenteerde Croonenberg zijn eerste solo-cd getiteld "Hie zit muziek in", uitgebracht onder het label Marlstone van Conny Peeters en Beppie Kraft.
In 2002 won Croonenberg het Limburgs Vastelaovesleedjes Konkoer met zijn nummer "Wie d'r Herrgot Limburg hat gemaak". 
Vanaf 2003 tot 2009 presenteerde Croonenberg de Groeëte Gulpener Vastelaoves Finale, die wordt uitgezonden door L1 TV.

## Discografie
- Hie zit meziek in (1995)
- Bella Maria (mini-cd, 1997)
- Es de nuuje daag begint (1997)
- Tausend Gefühle (2000)
- Halt mich ganz fest (2002)
- De sjtöm van de heuvels (2005)
- Alles, Alles, Alles (2007)